# Veselîi Kut, Kazanka
Veselîi Kut (în ucraineană Веселий Кут) este un sat în comuna Skobeleve din raionul Kazanka, regiunea Mîkolaiiv, Ucraina.

## Demografie
Componența lingvistică a localității Veselîi Kut
     Ucraineană (66,67%)
     Rusă (33,33%)
Conform recensământului din 2001, majoritatea populației localității Veselîi Kut era vorbitoare de ucraineană (66,67%), existând în minoritate și vorbitori de rusă (33,33%).